# Petit catéchisme de Bellarmin
Pour les articles homonymes, voir Catéchisme (homonymie) et Catéchisme de Bellarmin (homonymie).

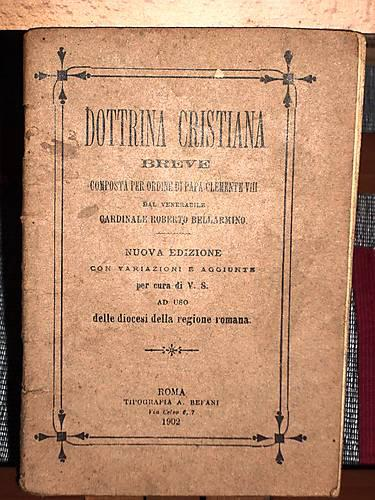
La Dottrina cristiana breve de Bellarmin (édition de 1909)

On appelle Petit catéchisme de Bellarmin (italien : Dottrina cristiana breve ; trad. : Petite doctrine chrétienne) un manuel d’instruction religieuse catholique pour enfants publié à la fin du XVIe siècle par saint Robert Bellarmin à la demande du pape Clément VIII. Adaptant de manière pédagogique le catéchisme officiel voulu par le concile de Trente, il contribue à faire passer la doctrine chrétienne rénovée du concile parmi les fidèles catholiques.
Le petit et le grand catéchisme de Bellarmin sont publiés en 1597. Ils connurent un grand succès et furent largement diffusés. Ils furent traduits en soixante langues différentes. « L' exposé de la position catholique par Saint Robert Bellarmin, clair et logique, devint le modèle des exposés doctrinaux de la foi catholique pendant plusieurs siècles. »
En 1598, alors qu’il se trouve à Ferrare, le pape Clément VIII donne son approbation aux deux ouvrages de doctrine chrétienne écrits par Bellarmin, l’un est le Catéchisme pour enfants (Petit catéchisme) et l’autre, également du genre catéchétique (une approche question et réponse entre élève et maître) est un grand manuel pour professeurs. 
En 1870, Pie IX demanda aux pères conciliaires de Vatican I d’élaborer un nouveau catéchisme universel « à l’image du Dottrina Christiana breve composé par Bellarmin à l’instance du Saint-Siège ». Le concile fut suspendu avant que le projet ne puisse être réalisé.